# Morrisonova číselná řada
Morrisonova číselná řada[zdroj⁠?!] je řada čísel, která zapisuje čísla z předchozího řádku, jako počet čísel nikoliv vypisováním.

## Vysvětlení
1 je základ, 1 se dá zapsat jako jedna jednička, tedy 11, 11 se dá zapsat jako dvě jedničky, tedy 21, 21 se dá zapsat jako jedna dvojka a jedna jednička, tedy 1211, 1211 se dá zapsat jako jedna jednička jedna dvojka a dvě jedničky, tedy 111221…

## Ukázka
1

11

21

1211

111221

312211

13112221

1113213211

31131211131221

## Využití
Takto zapsaná čísla se využívají v jednom z prvních komprimačních systémů:
- v normálním zápisu: 111010111010111101010001011,
- v komprimaci: *3 1* 0 1 0 *3 1* 0 1 0 *4 1* 0 1 0 1 *3 0* 1 0 *2 1*.